# Gagik Karski
Gagik-Abas II. Karski (armensko Գագիկ Կարսեցի, romanizirano Gagik Karsetsi) je bil od leta 1029 do 1065 bagratidski kralj Karsa, * ni znano, † 1081. 
Bil je sina kralja Abasa I. Karskega (vladal 984–1029). Po propadu Bagratidske Armenije leta 1045 se je potegoval za izpraznjeni prestol.
Gagik-Abas se je soočal z osvajalskimi vpadi Seldžuških Turkov, ki so pod vodstvom Alp Arslana leta 1064 zavzeli staro bagratidsko prestolnico Ani. V upanju, da bo rešil Kars, se je poklonil zmagovitim Seldžukom, da ne bi oblegali njegovega mesta.
Da bi si zagotovil zaščito Bizantinskega cesarstva, je bil prisiljen abdicirati in prepustiti svoja ozemlja Bizantincem ter se umakniti v Anatolijo. Kars so kljub temu leta 1065 zavzeli Seldžuki. V Baghku in vzhodnem Sjuniku je ostalo le še nekaj armenskih trdnjav. Gagik-Abas se je umaknil v Kapadokijo, kjer je leta 1069 umrl.